# Love Next Door
Love Next Door (엄마친구아들?, Eommachin-gu-adeulLR; lett. "Il figlio dell'amica di mamma") è una serie televisiva sudcoreana trasmessa su tvN dal 17 agosto al 6 ottobre 2024. In lingua italiana è stata distribuita da Netflix.

## Trama
Baek Seok-ryu conduce una vita perfetta all'estero, impiegata in una delle società migliori al mondo e fidanzata con un avvocato di fama internazionale. Un giorno, a causa di un improvviso crollo, decide di tornare nella sua città natale in Corea del Sud per ricominciare: qui incontra l'architetto Choi Seung-hyo, figlio di un'amica di sua madre e suo migliore amico d'infanzia.

## Personaggi e interpreti
- Choi Seung-hyo, interpretato da Jung Hae-in
- Baek Seok-ryu, interpretata da Jung So-min
- Jeom Mo-eum, interpretata da Kim Ji-eun
- Kang Dan-ho, interpretato da Yoon Ji-on